# 鄧于蕃
鄧于蕃（16世紀—16世紀），廣東廣州府南海縣沙貝鄉人，明朝政治人物。

## 生平
鄧于蕃是嘉靖三十一年（1552年）癸酉科廣東鄉試舉人，授古田知縣，改任寧洋知縣，搬遷文廟、擴大學宮、興建譙樓，又以甃石夾渠在市集中，並丈田平賦，流民因此復業，萬曆七年（1579年）調詔安知縣，加五品服，主修尾石橋和大陂永濟橋，陞福州同知，轉陞山西鹽運使司同知，人民為他立去思碑，建祠在青雲橋右邊。

## 引用
1. 1 2  同治《南海縣志·卷三十七·列傳六》：鄧于蕃，嘉靖壬子鄉薦，萬厯初自古田調知寧洋，始遷文廟、廣學宮、建譙樓，又甃石夾渠以列廛市，丈田平賦，流徙復業。 據《福建通志》修
2. ↑  康熙《詔安縣志·卷九·職官》：知縣……明……萬曆……鄧于蕃，南海人，舉人，七年任，先令寧洋多惠政，改調詔安加五品服，造洋尾石橋百餘丈，又建大陂永濟橋，蔡中丞文稱其「忠誠天植，無時俗之好」，祀寧洋生祠。
3. ↑  康熙《寧洋縣志·卷五·官師志》：鄧于蕃，廣東南海舉人，萬曆二年知縣事，興未備之規建、躬文量之劬勞，匀苗米、絕夤緣，陞福州府同知，轉陞山西鹽運使司運同，有去思碑，立祠于青雲橋右祀之。